# برايان إيرفاين (لاعب كرة قدم)
برايان إيرفاين (بالإنجليزية: Brian Irvine)‏ هو مدرب كرة قدم وضابط شرطة ولاعب كرة قدم بريطاني، ولد في 24 مايو 1965 في بلزهيل ‏ في المملكة المتحدة. شارك مع منتخب اسكتلندا لكرة القدم. أما مع النوادي، فقد لعب مع نادي أبردين ونادي دندي ونادي روس كاونتي ونادي فالكيرك.

## مسيرته الكروية
لعب برايان إيرفاين خلال مسيرته الاحترافية مع 4 أندية في عشرون موسمًا وسجل خلالها 47 هدفًا ضمن 512 مباراة. حيث فاز في موسمين بالكأس ولم يفز بأي دوري.
خاض برايان إيرفاين مسيرته مع نادي فالكيرك في موسم 1983–84 ولمدة موسمين، مشاركًا في 38 مباراة ولم يسجل أي هدف. ثم انتقل إلى نادي أبردين في موسم 1985–86 ليلعب معه اثنا عشر موسمًا، حيث شارك في 306 مباراة سجل خلالها 28 هدفًا. لينتقل بعدها إلى نادي دندي في موسم 1997–98 ولمدة موسمين، مشاركًا في 69 مباراة سجل خلالها 4 أهداف. ثم انتقل إلى نادي روس كاونتي في موسم 1999–00 ليلعب معه أربعة مواسم، مشاركًا في 99 مباراة سجل خلالها 15 هدفًا.

## وصلات خارجية
- برايان إيرفاين على موقع قاعدة بيانات كرة القدم.إي يو (الإنجليزية)
- برايان إيرفاين على موقع ناشيونال فوتبول تيمز (الإنجليزية)
- برايان إيرفاين على موقع Soccerbase.com (لاعب) (الإنجليزية)
- برايان إيرفاين على موقع عالم كرة القدم.نت (الإنجليزية)